# Луїс де Матос Монтейру Да Фонсека
Луїс де Матос Монтейру да Фонсека (17 травня 1944, Санто-Антан, Кабо-Верде) — дипломат Кабо-Верде. Надзвичайний і Повноважний Посол Кабо-Верде в Україні за сумісництвом (1993—1994), вручив вірчі грамоти Президенту України Леоніду Кравчуку. Служив Виконавчим секретарем у Співтоваристві португаломовних країн у період 2004—2008 років.

## Життєпис
Народився 17 травня 1944 року в Санто-Антан, Кабо-Верде. Закінчив Лісабонський університет. Був членом Африканської партії незалежності Гвінеї і Кабо — Верде (ПАІГК), яка працювала у підпіллі. Його кидали до в'язниці кілька разів у таборі Таррафал. Він працював у риболовецькій компанії під назвою Congel на острові Сан-Вісенте. У 1973—1974 рр. був генеральним секретарем комерційного, промислового та сільськогосподарського товариства Барлавенто.
Після здобуття незалежності у 1975 році він став членом партії ПАІГК і PAICV і був депутатом Національних Зборів у 1975, 1980 і 1985 роках він працював в Кабо-Верде у Міністерства закордонних справ.
Зайняв посаду посла в Нідерландах і ЄС від 1987—1991, а потім РФ, в Україні та інших країнах СНД (1991—1994), в Австрії (1999—2001) і Організації Об'єднаних Націй (2001—2004). З липня 2004 по 2008 рік, да Фонсека був Виконавчий секретар Товариства португаломовних країн.
У 1995—1997 служив генеральним директором з політичних і культурних питань. Тоді з 1997—1999, да Фонсека був генеральним директором з питань зовнішньої політики.